# Championnat du Rwanda de football 2023-2024
Navigation
Saison précédente Saison suivante
La saison 2023-2024 du Championnat du Rwanda de football est la soixante-treizième édition du championnat de première division au Rwanda. Les seize meilleures équipes du pays sont regroupées au sein d’une poule unique où elles s’affrontent deux fois au cours de la saison, à domicile et à l’extérieur. En fin de saison, les deux derniers du classement sont relégués et remplacés par les deux meilleurs clubs de deuxième division.
Le tenant du titre, l'APR FC remporte de nouveau le championnat en étant invaincu.

## Qualifications continentales
Le champion de l'édition se qualifie pour la Ligue des champions de la CAF 2024-2025 et le vainqueur de la coupe nationale pour la Coupe de la confédération 2024-2025.

## Les clubs participants
- APR FC
- Rayon Sports FC
- Police FC
- Kiyovu Sports Association
- Mukura Victory Sports FC
- AS Kigali
- Bugesera FC
- Musanze FC
- Gasogi United
- Marines FC
- Gorilla FC
- Etincelles FC
- Rwamagana City est renommé Muhazi United FC
- Sunrise
- Amagaju FC - Promu de D2
- Etoile de l'Est - Promu de D2

## Compétition
Le barème utilisé pour établir le classement est le suivant :
- Victoire : 3 points
- Match nul : 1 point
- Défaite : 0 point

### Classement
| Rang | Équipe                    | Pts | J  | G  | N  | P  | Bp | Bc | Diff |
| ---- | ------------------------- | --- | -- | -- | -- | -- | -- | -- | ---- |
| 1    | APR FC T                  | 68  | 30 | 19 | 11 | 0  | 47 | 17 | +30  |
| 2    | Rayon Sports FC           | 57  | 30 | 17 | 6  | 7  | 42 | 25 | +17  |
| 3    | Musanze FC                | 53  | 30 | 16 | 5  | 9  | 34 | 24 | +10  |
| 4    | Mukura Victory Sports FC  | 47  | 30 | 13 | 8  | 9  | 39 | 32 | +7   |
| 5    | AS Kigali                 | 45  | 30 | 12 | 9  | 9  | 26 | 25 | +1   |
| 6    | Kiyovu Sports Association | 44  | 30 | 11 | 11 | 8  | 38 | 34 | +4   |
| 7    | Police FC C               | 39  | 30 | 12 | 3  | 35 | 34 | 30 | +4   |
| 8    | Amagaju FC P              | 39  | 30 | 10 | 9  | 11 | 30 | 31 | -1   |
| 9    | Gasogi United             | 36  | 30 | 10 | 6  | 14 | 31 | 34 | -3   |
| 10   | Gorilla FC                | 35  | 30 | 9  | 8  | 13 | 26 | 33 | -7   |
| 11   | Marines FC                | 35  | 30 | 9  | 8  | 13 | 32 | 42 | -10  |
| 12   | Muhazi United FC          | 33  | 30 | 7  | 12 | 11 | 21 | 29 | -8   |
| 13   | Bugesera FC               | 32  | 30 | 7  | 11 | 12 | 37 | 35 | +2   |
| 14   | Etincelles FC             | 32  | 30 | 8  | 8  | 14 | 35 | 44 | -9   |
| 15   | Sunrise FC                | 32  | 30 | 9  | 5  | 16 | 25 | 40 | -15  |
| 16   | Etoile de l'Est P         | 31  | 30 | 9  | 4  | 17 | 20 | 39 | -19  |

|  | Qualification pour la Ligue des champions de la CAF 2024-2025 |
|  | Qualification pour la Coupe de la confédération 2024-2025     |
|  | Relégation en deuxième division                               |
|  | T : Tenant du titre P : Promu de D2                           |

## Bilan de la saison
| Championnat du Rwanda de football 2023-2024 |                    |
| Champion                                    | APR FC (22e titre) |
| Coupes et trophées                          |                    |
| Vainqueur de la Coupe du Rwanda 2023-2024   | Police FC          |
| Qualifications continentales                |                    |
| Ligue des champions de la CAF 2024-2025     | APR FC             |
| Coupe de la confédération 2024-2025         | Police FC          |
| Promotions et relégations                   |                    |
| Promus en Première division                 | Rutsiro FC         |
| Promus en Première division                 | Vision FC          |
| Relégués en Deuxième division               | Sunrise FC         |
| Relégués en Deuxième division               | Etoile de l'Est    |